# Rosa indica
EL rosal de Bengala o rosal lunario (Rosa indica) es miembro del género Rosa

## Taxonomía
Rosa indica fue descrita por Carlos Linneo y publicado en Species Plantarum 1: 492 1753.
Etimología
Rosa: nombre genérico que proviene directamente y sin cambios del latín rosa que deriva a su vez del griego antiguo rhódon, , con el significado que conocemos: «la rosa» o «la flor del rosal»
indica: epíteto geográfico que alude a su localización en India.